# Endless Dream
A Endless Dream  egy Yes-dal a Talk albumról (1994). Három tétele (Silent Spring, Talk, Endless Dream) három különböző trackként szerepel, mint az album 7., 8. és 9. száma. A Yes 14 évvel azelőtt írt utoljára ilyen nagy lélegzetvételű számot, ami a Machine Messiah volt a Dramaról.
Az újabb kiadásokon, például a 2002-esen már az összes tétel egy trackbe lett szerkesztve.

## A tételek

### I. Silent Spring (1:55)
A Silent Spring egy instrumentális tétel, majdnem két perc hosszú. Egy 50 másodperces felvezetéssel indul, ahol különböző hangszerek készítik elő a kemény gitárhangzást. Gyors a tempó, ami a két másik részre nem jellemző. A végéhez közelítve hirtelen leesik a hangerő, és elindul a fő tétel.

### II. Talk (11:55)
A Talk a második és egyben leghosszabb tétele a dalnak, majdnem 12 perces. Az őt megelőző részt folytatja, majd 20 másodperc múlva belép a vokál. Kevésbé fontos a gitár szerepe, mint a két rövid tételben (bár egy-egy rövid részlet erejére domináns szerepet vállal), leginkább a billentyűs hangszerek és az ének viszi tovább a dalt. Tartalmaz klasszikus prog rock-elemeket, de így is modernebb a hangzása és jelentősen eltér a korábbi többtételes Yes-számoktól. Közepes hangerővel fejeződik be, záróhangjaiból fejlődik ki a zárótétel.

### III. Endless Dream (1:53)
A Talk záróhangjai az Endless Dream-be torkollanak, ami az alig két perces tételben gyorsan elhalnak. A rész Jon Anderson énekén alapszik.

## Kislemezek
Az Endless Dream soha nem jelent meg kislemezen.

## Egyéb kiadványokon
- Yes Active
- Essentially Yes

## Közreműködő zenészek
- Jon Anderson – ének
- Chris Squire – basszusgitár, vokál
- Trevor Rabin – gitár, vokál
- Alan White – dob
- Tony Kaye – billentyűs hangszerek